# Banc (Bertholène)
 (août 2020).
Si vous disposez d'ouvrages ou d'articles de référence ou si vous connaissez des sites web de qualité traitant du thème abordé ici, merci de compléter l'article en donnant les références utiles à sa vérifiabilité et en les liant à la section « Notes et références ».
Pour les articles homonymes, voir Banc.
Banc est un hameau de la commune française de Bertholène situé dans le département de l'Aveyron en région Occitanie.

## Géographie
Banc est située à 4 km au nord de Bertholène, dans l'arrondissement de Rodez.

## Histoire
Autrefois existait un château fortifié, datant du Moyen Âge. Il englobait dans son enceinte tout l'emplacement du village de l'époque. Il dépendait de la châtellenie et du comté de Rodez.
Le hameau disposait d'un arrêt sur la ligne de Bertholène à Espalion fermée au service des voyageurs le 5 décembre 1938 et au trafic fret le 27 septembre 1989. Dans les années 1990, la ligne est déferrée et le foncier vendu. Les communes concernées forment un SIVU qui achète la totalité de l'ancienne ligne et la transforme en sentier d'écotourisme et de découverte praticable à pied ou à vélo.

## Édifices religieux
- Église Saint Roch de Banc.
- Croix de Banc.